# Robert Keohane
Robert Owen Keohane (Chicago, 3 de outubro de 1941) é um cientista político estadunidense, teórico e educador de Relações Internacionais. Ele tornou-se conhecido pelo estudo do Institucionalismo Neoliberal, uma abordagem teórica das Relações Internacionais que foca no uso das instituições internacionais pelos Estados para alcançarem seus interesses nacionais, por meio da cooperação.
Ele é professor emérito de Relações Internacionais na Escola de Assuntos Públicos e Internacionais da Universidade de Princeton e tem lecionado tambpem na Swarthmore College, na Universidade Duke, na Universidade Harvard e na Universidade Stanford. Uma pesquisa sobre teóricos e estuiosos de Relações Internacionais, em 2011, colocou o Kehane como o segundo teórico em termos de influência e qualidade de pesquisa nos últimos vinte anos. De acordo com o Open Syllabus Project, Keohane é o autor mais citado em projetos de estudos nos cursos de Ciência Política.
Seu primeiro estudo notável foi Power and Interdependence: World Politics in Transition, publicado em 1977, junto com Joseph Nye, argumentando que a política internacional está envolvida em um sistema de interdependência complexa na qual as condições assumidas pelo Realismo mudaram. O uso da força e do conflito não permeia mais todas as relações internacionais; pelo contrário, os países preferem cooperar e encontrar benefícios mútuos em diferentes áreas temáticas devido a essa interdependência complexa. Essa teoria refuta aquela dominante à época, o Realismo, o qual caracteriza o sistema internacional quase somente pela desconfiança, pela competição e pelo conflito entre os Estados.

## Obras
- Power and Interdependence: World Politics in Transition. Little, Brown, 1977 (com Joseph S. Nye, Jr.).
- After Hegemony: Cooperation and Discord in the World Political Economy. Princeton University Press, 1984.
- International Institutions and State Power: Essays in International Relations Theory. Westview, 1989.
- Designing Social Inquiry: Scientific Inference in Qualitative Research. Princeton, 1994 (com Gary King e Sidney Verba).